# Phineas Bunce
Phineas Bunce (parfois épelé Bunch, mort en 1718) est un pirate actif dans les Caraïbes. Il est gracié mais retourne immédiatement à la piraterie et finira tué par Turn Joe, un chasseur de pirates espagnol.

## Biographie
En 1717, Bunce accepte le pardon du roi George offert aux pirates par l'intermédiaire de Woodes Rogers, gouverneur royal des Bahamas. Il cesse alors ses activités de pirate. Après avoir été gracié, Bunce et son compatriote, le pirate Dennis MacCarthy « ont commencé à radoter et à parler avec grand plaisir et vantardise de leurs anciens exploits de pirates, pleurant que la vie d'un pirate était la seule vie convenable pour un homme d'esprit ». Néanmoins, Woodes Rogers, gouverneur des Bahamas nouvellement installé, leur fait confiance pour faire partie de l'équipage de trois navires pour une mission commerciale.
Peu de temps après avoir mis les voiles, la goélette Bachel Adventure et les sloops Mary et Lancaster jettent l'ancre pour la nuit, et les capitaines se rejoignent à bord de la goélette pour discuter de leurs programme. Après avoir fait semblant de demander une bière au capitaine, Bunce annonce que le navire lui appartient, frappant les hommes avec un coutelas tandis que MacCarthy les tient en joue avec une arme à feu. Il déclare également que le Mary est déjà de leur côté, son capitaine John Auger (un autre pirate gracié) ayant rejoint la mutinerie de Bunce.
Ils abandonnent tous ceux qui refusent de se joindre à eux sur l'île déserte de Green Key. Ils laissent au capitaine Greenaway un petit navire et l'avertissent de ne pas partir avant qu'eux-mêmes ne soient partis depuis longtemps; Greenaway le fait quand même et est rapidement rattrapé. Il parvient à s'échapper sur l'île avant que les pirates ne sabordent son navire. Auger, Bunce et les autres reviendront plusieurs fois à Green Key pour tourmenter les marins abandonnés.
Peu après, ils rencontrent des navires au mouillage sur une île voisine. Pensant que ce sont des navires marchands transportant du sel, ils attaquent mais sont accueillis par un feu nourri de tirs d'armes légères, tuant ou blessant de nombreux pirates. Ce sont en fait les corsaires espagnols de la guarda costa commandés par Turn Joe. Les navires espagnols capturent les pirates les uns après les autres sans perdre un seul homme. Turn Joe libère les hommes qui avaient été contraints à la piraterie et les blessés, leur permettant de retourner à New Providence. Bunce, gravement blessé lors des combats, décède avant de pouvoir être traduit en justice. Auger et d'autres parviennent à prendre la fuite mais sont rapidement capturés par Benjamin Hornigold et John Cockram, anciens pirates devenus chasseurs de pirates pour Woodes Rogers après avoir été graciés. Tous les pirates survivants sauf un ont été jugés et pendus en décembre 1718.